# Victory Games
Victory Games var ett amerikanskt spelföretag, som främst gav ut konfliktspel. Företaget var aktivt mellan 1982 och 1989. Företaget var ett dotterbolag till Avalon Hill.
1982 köptes Avalon Hills konkurrent SPI upp av företaget TSR. Avalon Hill startade då Victory Games och flera medarbetare från SPI rekryterades dit. Den gängse uppfattningen vid den här tiden var att SPI gjorde spel med mer komplexitet och historicitet än sin konkurrent. De gamla SPI-medarbetarna fortsatte att producera och utveckla konfliktspel på Victory Games, men bolaget gav också ut andra sällskapsspel och ett rollspel: James Bond 007: Role-Playing In Her Majesty's Secret Service. Företaget är idag ihågkommet inom konfliktspelshobbyn för Fleet-serien, en grupp spel om moderna sjöstrider men också för andra spel.  1998 gick rättigheterna till Victory Games spel över till Hasbro efter att det företaget köpt moderbolaget Avalon Hill.

## Produktion i urval
- 2nd Fleet
- 3rd Fleet
- 5th Fleet
- 6th Fleet
- 7th Fleet
- Across 5 Aprils
- Aegean Strike
- Ambush!
- Battle Hymn
- Carrier
- Central America
- Civil War, The
- Dr. Ruth's Game of Good Sex
- France 1944: The Allied Crusade in Europe
- Gulf Strike
- Hell's Highway
- Korean War, The
- Mosby's Raiders
- NATO: The Next War in Europe
- Pacific War
- Pax Britannica
- Peloponnesian War
- Vietnam 1965-1975